# Hrabstwo Kane (Illinois)

Piramida wieku hrabstwa

Hrabstwo Kane – hrabstwo w USA, w stanie Illinois, według spisu z 2000 roku liczba ludności wynosiła 404 119. Siedzibą hrabstwa jest Geneva.

## Geografia
Według spisu hrabstwo zajmuje powierzchnię 1357 km², z czego  1348 km² stanowią lądy, a 9 km² (0,69%) stanowią wody. Hrabstwo jest częścią aglomeracji Chicago.

### Sąsiednie hrabstwa

Stan Illinois na mapie USA

- Hrabstwo McHenry – północ
- Hrabstwo Cook – wschód
- Hrabstwo DuPage – wschód
- Hrabstwo Will – południowy wschód
- Hrabstwo Kendall – południe
- Hrabstwo DeKalb – zachód

## Historia
Hrabstwo Kane zostało utworzone w 1836 roku z terenów hrabstwa Hrabstwa LaSalle. Swoją nazwę obrało na cześć Eliansa Kane, senatora Stanów Zjednoczonych z Illinois, pierwszego sekretarza Stanu Illinois.

## Demografia
Według spisu z 2000 roku hrabstwo zamieszkuje 404 119 osób, które tworzą 133 901 gospodarstw domowych oraz 101 496 rodzin. Gęstość zaludnienia wynosi 300 osób/km². Na terenie hrabstwa jest 138 998 budynków mieszkalnych o częstości występowania wynoszącej 103 budynków/km². Hrabstwo zamieszkuje 79,27% ludności białej, 5,76% ludności czarnej, 0,31% rdzennych mieszkańców Ameryki, 1,81% Azjatów, 0,04% mieszkańców Pacyfiku, 10,61% ludności innej rasy oraz 2,21% ludności wywodzącej się z dwóch lub więcej ras, 23,74% ludności to Hiszpanie, Latynosi lub inni.
W hrabstwie znajduje się 133 901 gospodarstw domowych, w których 41,60% stanowią dzieci poniżej 18 roku życia mieszkający z rodzicami, 61,20% małżeństwa mieszkające wspólnie, 10,00% stanowią samotne matki oraz 24,20% to osoby nie posiadające rodziny. 19,60% wszystkich gospodarstw domowych składa się z jednej osoby oraz 6,70% żyje samotnie i ma powyżej 65 roku życia. Średnia wielkość gospodarstwa domowego wynosi 2,97 osoby, a rodziny wynosi 3,43 osoby.
Przedział wiekowy populacji hrabstwa kształtuje się następująco: 30,30% osób poniżej 18 roku życia, 9,10% pomiędzy 18 a 24 rokiem życia, 31,90% pomiędzy 25 a 44 rokiem życia, 20,40% pomiędzy 45 a 64 rokiem życia oraz 8,40% osób powyżej 65 roku życia. Średni wiek populacji wynosi 32 lat. Na każde 100 kobiet przypada 101,20 mężczyzn. Na każde 100 kobiet powyżej 18 roku życia przypada 99,80 mężczyzn.
Średni dochód dla gospodarstwa domowego wynosi 59 351 USD, a średni dochód dla rodziny wynosi 66 558 dolarów. Mężczyźni osiągają średni dochód w wysokości 45 787 dolarów, a kobiety 30 013 dolarów. Średni dochód na osobę w hrabstwie wynosi 24 315 dolarów. Około 4,90% rodzin oraz 6,70% ludności żyje poniżej minimum socjalnego, z tego 8,80% poniżej 18 roku życia oraz 5,00% powyżej 65 roku życia.

## Okręgi hrabstwa
- Aurora
- Batavia
- Big Rock
- Blackberry
- Burlington
- Campton
- Dundee
- Elgin
- Geneva
- Hampshire
- Kaneville
- Plato
- Rutland
- St. Charles
- Sugar Grove
- Virgil

## Miasta
- Elgin
- Geneva
- St. Charles
- Prestbury (CDP)

## Wioski
- Barrington Hills
- Big Rock
- Burlington
- Campton Hills
- Carpentersville
- East Dundee
- Elburn
- Gilberts
- Hampshire
- Hoffman Estates
- Kaneville
- Lily Lake
- Montgomery
- North Aurora
- Pingree Grove
- Sleepy Hollow
- South Elgin
- Sugar Grove
- Virgil
- Wayne
- West Dundee